# William Wordsworth
William Wordsworth (ˈwɜːdzˌwəθ) (7. dubna 1770 Cockermouth, Lake District, Anglie – 23. dubna 1850 Rydal Mount) byl anglický romantický básník. Byl členem tzv. jezerní školy, tedy skupiny umělců, kterou spojoval život uprostřed nádherné přírody v Jezerní oblasti (anglicky Lake District) na severozápadě Anglie. Domníval se, že příroda je prostoupena duchovní silou, a pokud je s ní člověk v souladu, dostává i jeho život nový rozměr. Jeho Lyrické balady, které napsal spolu se Samuelem Taylorem Coleridgem, jsou základním dílem jezerní školy. Za jeho vlastní mistrovské dílo je považována autobiografická báseň z jeho raných let (1798–1805), kterou několikrát revidoval a rozšířil a která vyšla až po autorově smrti pod názvem Preludium (angl. The Prelude).

## Život
William Wordsworth se narodil 7. dubna roku 1770 v Cockermouthu (Cumberland, část tzv. Jezerní oblasti) jako druhé z pěti dětí. Jeho rodiči byli John Wordsworth a Anna Cooksonová. Jeho sestra Dorothy (1771–1855), se kterou si byli po celý život blízcí, se narodila následujícího roku a jejich křest probíhal naráz. Měli ještě tři sourozence: nejstarší Richard se stal právníkem, John (narozený po Dorothy) se stal námořníkem a zemřel v roce 1805, kdy loď Earl of Abergavenny, na které byl kapitánem, ztroskotala na jižním pobřeží Anglie. Nejmladší Christopher se stal ředitelem Trinity College v Cambridgi. Matka zemřela, když bylo Williamovi osm. Jejich otec byl právní zástupce Jamese Lowthera, prvního vévody z Lonsdale, a díky svým konexím žili ve velkém sídle na malém městě. Wordsworth, stejně jako jeho sourozenci, si nebyl s otcem příliš blízký až do jeho smrti v roce 1783. Tehdy bylo Williamovi třináct. Od roku 1787 studoval na St. John’s College v Cambridgi. V posledním ročníku studia se vydal na cestu po Evropě, která ho silně ovlivnila. Ve Francii se totiž dostal do kontaktu s probíhající francouzskou revolucí, s níž sympatizoval, a načas se ve Francii i usadil. Ve Francii také napsal svou první sbírku An Evening Walk (1793). Poté se vrátil do Anglie, kde se vzhledem ke svým profrancouzským postojům dostal do izolace (Francie se s Británií octla v té době ve válce). To se změnilo až roku 1795, kdy se potkal s Coleridgem, s nímž navázal osudové přátelství. Proslulou společnou sbírku Lyrical Ballads vydali roku 1798. Svou nejslavnější báseň Prelude psal a předělával až do konce života, takže nakonec vyšla až posmrtně roku 1850. Závěr života trávil v Rydal Mount.

## Bibliografie

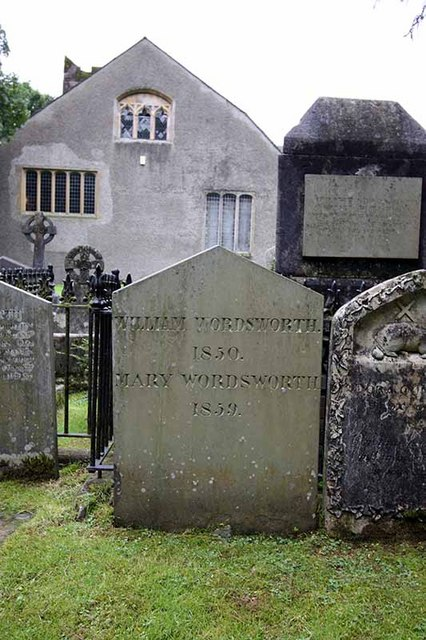
Básníklv hrob, St Oswald's Church, Grasmere

### Poezie
- An Evening Walk (1793, Večerní procházka), poezie opěvující přírodu.
- Descriptive Sketches (1793, Popisné črty), básně inspirované pobytem v Alpách.
- Lines Written Above Tintern Abbey (1798, 'Verše složené několik mil nad Tinterským opatstvím).
- Lyrical Ballads (1798, Lyrické balady), básnická sbírka napsaná ve spolupráci se S. T. Coleridgem, která je považována za počátek anglického romantismu. Wordsworth se na svazku podílel básněmi zobrazujícími prostým jazykem krásu a velikost přirozených lidských citů, Coleridgeův úkol bylo vyjádřit psychické stavy vyvolané silami považovanýmui většinou za nadpřirozené, ale které se ve zjitřené mysli jeví jako skutečné. Sbírka ve svém prvním vydání obsahovala devatenáct Wordsworthových básní a čtyři od Coleridge.[7]
- Michal (1800, Michael), tragická básnická povídka.
- Upon Westminster Bridge (1801).
- Intimations of Immortality (1806)
- Miscellaneous Sonnets (1807).
- Poems I-II (1807, Básbě), dva svazky.
- The Excursion (1814).
- The White Doe of Rylstone (1815, Bílá laň z Rylstonu), historický příběh z alžbětinské doby.
- Peter Bell (1819).
- The Waggoner (1819, Vozka).
- The River Duddon (1820, Řeka Duddon).
- Ecclesiastical Sketches (1822, Církevní sonety).
- Memorials of a Tour of the Continent (1822).
- Yarrow Revisited (1835).
- The Prelude Or Growth of a Poet’s Mind (1850, Preludium aneb Jak vzniká básnický duch)
- The Recluse (1888).
- The Poetical Works (1949).
- Selected Poems (1959).
- Complete Poetical Works (1971).
- Poems (1977).

### Próza
- Prose Works (1896).
- Literary Criticism (1966).
- Letters of Dorothy and William Wordsworth (1967).
- Letters of the Wordsworth Family (1969).
- Prose Works (1974).
- The Love Letters of William and Mary Wordsworth (1981).

### Drama
- The Borderes (1842, Na pomezí), auotorova jediná divadelní hra, tragédie odehrávajcí se v 12. století.

### Eseje
- Concerning... The Convention of Cintra (1809, O dohodě...z Cintry), esej kritizující anglickou diplomacii.
- Essay Upon Epitaphs (1810, 'esej o epitafech).

## Ukázka

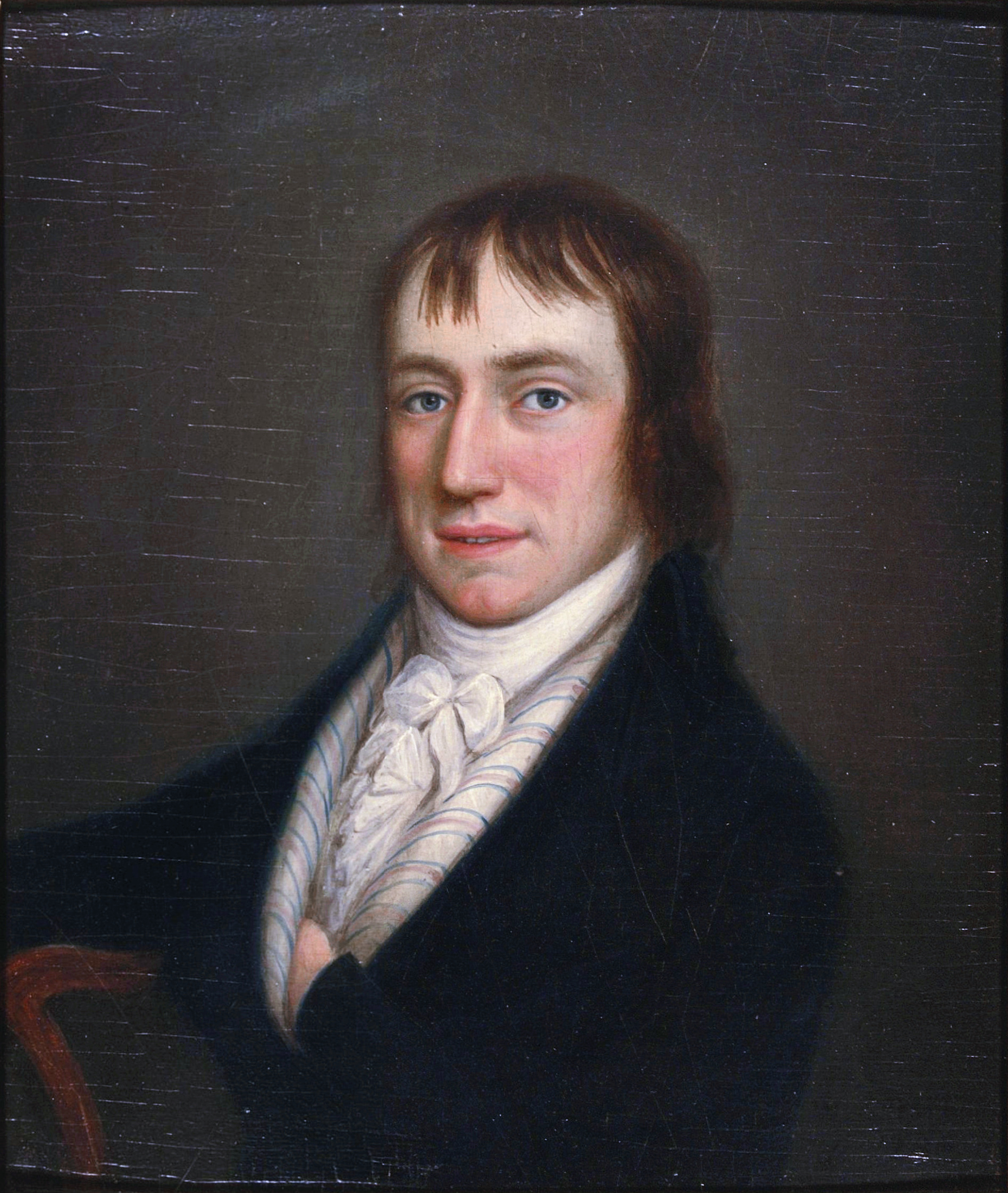
William Wordsworth, portrét z roku 1798

Jak přelud byla spanilý
Jak přelud byla spanilý,

když oči mé ji spatřily,

tak luzná její podoba

jak okamžiku ozdoba.

Jak hvězdy v šeru její zrak,

a jako soumrak vlasů mrak,

vše na ní půvab hotový

a rosný úsměv májový,

stín tančící a škádlící,

tu děsící, v ráz mizící.

   přeložil Jaroslav Vrchlický

## Česká vydání
- Moderní básnící angličtí, Praha, Josef R. Vilémek 1898, svazek obsahuje mimo jiné jedenáct Wordsworthových básní, přeložil Jaroslav Vrchlický.
- Tři setkání, Praha, Melantrich 1972, svazek obsahuje Wordsworthovou pastýřskou báseň Michael, přeložil Vladimír Holan.
- Tři stálice, Praha, Československý spisovatel 1974, výbor z veršů anglických básníků Wordswortha, Keatse a Shelleyho, upsořádala a přeložila Jarmila Urbánková.
- Jezerní básníci, Praha, Mladá fronta 1999, výbor představuje básnickou tvorbu představitelů tzv. jezerní školy anglického romantismu Williama Wordswortha, Samuela Taylora Coleridgeho a Roberta Southeyho, přeložil Zdeněk Hron.
- Podzemní hudba, Praha, BB/art 2009, přeložil Zdeněk Hron.
- Tušivá rozpomnění: jezerní básníci, Praha, Jitro 2010, antologie z díla anglických raných romantiků, přeložil Václav Renč.